# 北京华信医院
北京华信医院（清华大学第一附属医院），位于北京市朝阳区酒仙桥一街坊6号，是清华大学的附属医院，为三级合格医院。

## 简介
北京华信医院的前身是1959年2月华北无线电器材厂、北京电子管厂、北京有线电厂卫生科三厂（所）联合组建的“北京市酒仙桥职工医院”。后成为中华人民共和国第四机械工业部（后为中华人民共和国机械电子工业部、中华人民共和国电子工业部、中华人民共和国信息产业部）的直属医院，先后改称电子总医院、四〇一医院、北京酒仙桥医院。自从成立后，该医院负责酒仙桥新兴电子工业区20万人口的医疗预防保健任务，被誉为电子城“生命的卫士”。1980年代，该医院高血压糖尿病研究所开展了两次大规模糖尿病流行病学调查，建立了中华人民共和国首个糖尿病三级防治网，被誉为“中国酒仙桥模式”。1994年，该医院被北京市卫生局评为三级医院和爱婴医院。1995年起，被北京市列为大病统筹定点医院、公费医疗定点医院、第一批医保定点医院。2003年4月10日，北京酒仙桥医院与北京玉泉医院划归清华大学，成为清华大学的附属医院。2003年并入清华大学之后，适逢非典疫情，两所医院相继被指定为北京市收治非典的定点医院。2004年4月23日，北京酒仙桥医院正式更名为北京华信医院（清华大学第一附属医院）并挂牌。医院多年被评为“首都公共卫生文明单位”。2006年3月，聘请美国Paul L.Huang医生为生物科技和新药开发首席科学家。

## 历任院长
1. 陈明哲（2003年—2006年）[4]
2. 吴清玉（2006年—）